# Élections à Vendôme
Cette page recense les résultats de l'ensemble des votes, élections et référendums ayant eu lieu dans la commune de Vendôme (Loir-et-Cher) depuis 2000.

## Élections municipales

### 2008
Les élections municipales de 2008 ont lieu le 9 et le 16 mars 2008. Pour la commune de Vendôme, les conseillers municipaux sont élus selon le mode de scrutin de liste à deux tours avec représentation proportionnelle. 33 sièges sont à pourvoir. 3 listes sont déposées. À l'issue des élections qui se déroulent en deux tours et dont les résultats figurent ci-après, Catherine Lockhart est élu maire.
|                                           | Nuance                                    | Tête de liste                             | Liste                                     | Premier tour  | Premier tour | Premier tour | Second tour   | Second tour | Second tour | Sièges |
| Voix                                      | Nuance                                    | Tête de liste                             | Liste                                     | %             | %            | Voix         | %             | %           |             | Sièges |
| Voix                                      | Nuance                                    | Tête de liste                             | Liste                                     | Exprimés      | Inscrits     | Voix         | Exprimés      | Inscrits    |             | Sièges |
| ----------------------------------------- | ----------------------------------------- | ----------------------------------------- | ----------------------------------------- | ------------- | ------------ | ------------ | ------------- | ----------- | ----------- | ------ |
|                                           | DVG                                       | Daniel Chanet                             | Au Cœur de L'Action                       | 3 326         | 46,69 %      | 29,45 %      | 3829          | 51,43 %     | 33,9 %      | 25     |
|                                           | DVD                                       | Pascal Brindeau                           | Donnons à Vendôme                         | 3 044         | 42,73 %      | 26,95 %      | 3616          | 48,57 %     | 32,01 %     | 8      |
|                                           | Centre - MoDem                            | Jean-Paul Tapia                           | Vendôme Vive et Moderne                   | 754           | 10,58 %      | 6,68 %       |               |             |             |        |
| Total exprimés                            | Total exprimés                            | Total exprimés                            | Total exprimés                            | 7 124         | 100 %        | 63,07 %      | 7 445         | 100 %       | 65,91 %     |        |
| Total votants : exprimés + blancs ou nuls | Total votants : exprimés + blancs ou nuls | Total votants : exprimés + blancs ou nuls | Total votants : exprimés + blancs ou nuls | 7 399 (275)   | -            | 65,51 %      | 7 700 (255)   | -           | 68,17 %     |        |
| Total inscrits : votants + abstentions    | Total inscrits : votants + abstentions    | Total inscrits : votants + abstentions    | Total inscrits : votants + abstentions    | 11 295 (3896) | -            | 100 %        | 11 295 (3595) | -           | 100 %       |        |

### 2014
Les élections municipales françaises de 2014 ont lieu les 23 et 30 mars 2014.
|  |                                | 1er tour | 1er tour   | 1er tour   | 2ème tour | 2ème tour  | 2ème tour  |
|  | Liste conduite par             | Voix     | % inscrits | % exprimés | Voix      | % inscrits | % exprimés |
|  | ------------------------------ | -------- | ---------- | ---------- | --------- | ---------- | ---------- |
|  | Mme Catherine LOCKHART (PS-PC) | 2164     | 19,34      | 30,89      | 2764      | 24,70      | 37,83      |
|  | M. Pascal BRINDEAU (UMP-UDI)   | 2949     | 26,36      | 42,10      | 3791      | 33,88      | 51,88      |
|  | M. Frédéric TRICOT (DVG)       | 892      | 7,97       | 12,73      |           |            |            |
|  | M. Renaud GRAZIOLI (FN)        | 999      | 8,93       | 14,26      | 751       | 6,71       | 10,27      |

### 2020
Les élections municipales de 2020 ont lieu le 15 mars 2020 avec 4 listes candidates. Dans un contexte de forte abstention lié aux restrictions sanitaires annoncée la veille du scrutin par le Premier ministre, Edouard Philippe, l'élection s'est jouée dès le 1er tour avec la victoire du maire sortant Laurent Brillard (UDI).
|                                           | Nuance                                    | Tête de liste                             | Liste                                     | Premier tour | Premier tour | Premier tour | Sièges |
| Voix                                      | Nuance                                    | Tête de liste                             | Liste                                     | %            | %            |              | Sièges |
| Voix                                      | Nuance                                    | Tête de liste                             | Liste                                     | Exprimés     | Inscrits     |              | Sièges |
| ----------------------------------------- | ----------------------------------------- | ----------------------------------------- | ----------------------------------------- | ------------ | ------------ | ------------ | ------ |
|                                           | LR-UDI-DVD                                | Laurent Brillard                          | Vendôme passionément                      | 2301         | 54,64%       | 20,84%       | 26     |
|                                           | PS-PC-DVG                                 | Christophe Chapuis                        | Partageons demain                         | 875          | 20,77%       | 7,92%        | 3      |
|                                           | EELV-DVG                                  | Sandrine Tricot                           | Vendômois Naturellement                   | 559          | 13,27%       | 5,06%        | 2      |
|                                           | DVC                                       | Jean-Paul Tapia                           | Place à Vendôme                           | 476          | 11,30%       | 4,31%        | 2      |
| Total exprimés                            | Total exprimés                            | Total exprimés                            | Total exprimés                            | 4211         | 97,23%       | 38,15%       |        |
| Total votants : exprimés + blancs ou nuls | Total votants : exprimés + blancs ou nuls | Total votants : exprimés + blancs ou nuls | Total votants : exprimés + blancs ou nuls | 4331         | -            | 39,24%       |        |
| Total inscrits : votants + abstentions    | Total inscrits : votants + abstentions    | Total inscrits : votants + abstentions    | Total inscrits : votants + abstentions    | 11038        | -            | -            |        |

## Élections cantonales
L'élection des conseillers généraux a lieu au scrutin uninominal majoritaire à deux tours, la moitié des sièges dans chaque département étant renouvelée tous les trois ans. Le département de Loir-et-Cher comprend 30 cantons. La commune de Vendôme comprend deux fractions cantonales.

### Vendôme1erCanton
- 2008 : Catherine Lockhart (PS) est élue conseillère générale au 2e tour avec 50,24 % des suffrages exprimés sur le canton[5] et 53,61 % sur la commune[6]. Elle devance Pascal Brindeau (Majorité - Nouveau Centre) qui obtient 46,39 % sur la commune et 49,76 % sur le canton. Le taux de participation est de 67,23 % sur la commune et de 66,49 % sur le canton.

### Vendôme2eCanton
- 2004 : André Gibotteau (UDF) est élu conseiller général au 2e tour avec 51,12 % des suffrages exprimés sur le canton[7] et 53,95 % des voix sur la commune[8]. Il devance Philippe Degeyne (PS) qui obtient 46,05 % sur la commune et 48,88 % sur le canton. Le taux de participation est de 64,36 % sur la commune et de 67,09 % sur le canton.
- 2011 : Monique Gibotteau (Majorité - Nouveau Centre) est élue conseillère générale au 2e tour avec 51,41 % des suffrages exprimés sur le canton[9] et 54,71 % des voix sur la commune[10]. Elle devance Christophe Marion (PS) qui obtient 45,29 % sur la commune et 48,59 % sur le canton. Le taux de participation est de 48,53 % sur la commune et de 48,59 % sur le canton.

## Élections régionales
Les élections régionales renouvellent les 25 conseils régionaux de Métropole et d'outre-mer ainsi que l'Assemblée de Corse. Les conseillers régionaux sont élus dans chaque région au scrutin de liste à deux tours sans adjonction ni suppression de noms et sans modification de l'ordre de présentation. Dans la région Centre, 77 sièges sont à pourvoir. 

### 2010
Les élections régionales de 2010 ont lieu les 14 et 21 mars. Les résultats pour la commune sont les suivants :
|  | Tendance                | Tête de liste    | Liste                                             | Commune | Région  | Sièges |
|  | ----------------------- | ---------------- | ------------------------------------------------- | ------- | ------- | ------ |
|  | Union de la gauche      | François Bonneau | Ensemble pour la région Centre                    | 49,47 % | 50 %    | 49     |
|  | Majorité présidentielle | Hervé Novelli    | Il faut changer pour mieux vivre en région Centre | 39,75 % | 36,46 % | 21     |
|  | FN                      | Philippe Loiseau | Les Français d'abord                              | 10,78 % | 13,54 % | 7      |

### 2004
Les élections régionales de 2004 ont lieu les 21 et 28 mars.Les résultats pour la commune sont les suivants :
|  | Tendance                         | Tête de liste | Liste                                                                                            | Commune | Région  | Sièges |
|  | -------------------------------- | ------------- | ------------------------------------------------------------------------------------------------ | ------- | ------- | ------ |
|  | PS - PCF - Les Verts - PRG - MRC | Michel Sapin  | L'union à gauche                                                                                 | 50,26 % | 49,15 % | 48     |
|  | UMP - MPF                        | Serge Vinçon  | La nouvelle équipe du Centre                                                                     | 35,31 % | 34,39 % | 20     |
|  | FN                               | Jean Verdon   | Front national pour la région Centre présentée par Jean-Marie Le Pen et conduite par Jean Verdon | 14,44 % | 16,46 % | 9      |

## Élections législatives

### 2022
Les élections législatives de 2022 se déroulent sur deux tours de scrutin les 12 et 19 juin 2022 à la suite de l'élection présidentielle qui a vu la réélection du président de la République sortant, Emmanuel Macron. 
La commune est rattachée à la 3e circonscription du Loir-et-Cher.
- 3e circonscription : 24,54% pour Christophe Marion (Ensemble!, élu au 2e tour avec 55,22% des suffrages exprimés) face à Marine Bardet (RN) qui obtient 44,78% au 2e tour. La participation au scrutin était de 46,78%[23].

### 2017
Les élections législatives de 2017 se déroulent sur deux tours de scrutin les 11 et 18 juin 2017 à la suite de l'élection présidentielle qui a vu l'élection du président de la République sortant, Emmanuel Macron.
La commune est rattachée à la 3e circonscription du Loir-et-Cher.
- 3e circonscription : 38,11% pour Maurice Leroy (UDI-LR, élu au 2e tour avec 61,06 % des suffrages exprimés[24]), 38,94 % pour Marlène Martin (LREM), 55,95 % de participation[25].

### 2012
Les élections législatives de 2012 se déroulent sur deux tours de scrutin les 10 et 17 juin, dans la continuité de l'élection présidentielle qui s'est tenue les 22 avril et 6 mai 2012, selon un mode de scrutin uninominal majoritaire à deux tours. Un redécoupage des circonscriptions législatives est réalisé en 2010 pour tenir compte de l'évolution de la démographie française et pour répondre à une demande du Conseil constitutionnel. Le nombre total de députés, 577, désormais inscrit dans la Constitution depuis la réforme de la constitution française de juillet 2008, reste inchangé, mais certains départements voient le nombre de circonscriptions et leur composition modifiés. Le département de Loir-et-Cher conserve le nombre, 3.

La commune n'est pas concernée par le redécoupage et reste rattachée à la 3e circonscription.
- 3e circonscription : 54,13 % pour Maurice Leroy (NC, élu au 2e tour avec 41,95 % des suffrages exprimés[24]), 45,87 % pour Karine Gloanec Maurin (PS), 60,18 % de participation[25].

### 2007
Les élections législatives de 2007 se déroulent sur deux tours de scrutin les 10 et 17 juin. Le découpage électoral est le même que celui des élections de 2002. Sans surprise, la majorité sortante UMP est reconduite, quelques semaines après l'élection de Nicolas Sarkozy à la présidence de la République, avec toutefois un nombre de sièges réduit par rapport aux précédentes élections. Dans la 3e circonscription du département de Loir-et-Cher, dont dépend la commune de Vendôme, Maurice Leroy est élu au 2e tour avec 58,29% des suffrages. Les résultats pour la commune sont les suivants :
- 3e circonscription : 53,64 % pour Maurice Leroy (UMP, élu au 2e tour avec 58,29 % des suffrages exprimés[29]), 46,36 % pour Marie-Hélène Vidal (PS), 37,3 % de participation[30].

### 2002
Les élections législatives de 2002 des députés de la XIIe législature ont lieu les 9 et 16 juin 2002, dans la foulée de l'élection présidentielle de 2002 qui a vu la réélection de Jacques Chirac. La droite parlementaire sort largement vainqueur de ces élections, marquées par un nouveau record d'abstention (39%). Les députés sont élus au scrutin uninominal majoritaire à deux tours dans 577 circonscriptions, le département de Loir-et-Cher en comportant trois. La commune de Vendôme est sur le territoire de la 3e circonscription qui voit la victoire de Maurice Leroy (UDF, élu au 1er tour avec 50,59 % des suffrages exprimés). Les résultats au niveau de la commune sont les suivants :
- 3e circonscription : 50,2 % pour Maurice Leroy (UDF, élu au 1er tour avec 50,59 % des suffrages exprimés), 23,96 % pour Beatrice Arruga (PS), 64,09 % de participation[32].

## Élections présidentielles

### 2012
Le premier tour de l'élection présidentielle de 2012 voit s'affronter dix candidats. François Hollande, candidat du Parti socialiste, et Nicolas Sarkozy, président sortant et candidat de l'UMP, se qualifient pour le second tour, avec respectivement 28,63 % et 27,18 % des suffrages exprimés. Parmi les candidats éliminés, Marine Le Pen (17,90 %), Jean-Luc Mélenchon (11,10 %) et François Bayrou (9,13 %) obtiennent des scores significatifs. À l'issue du second tour, deux semaines plus tard, François Hollande est élu président de la République avec 51,64 % des suffrages exprimés, contre 48,36 % à son adversaire.
À Vendôme, François Hollande arrive en tête du premier tour avec 28,41 %, suivi de Nicolas Sarkozy avec 28,29 %, puis de Marine Le Pen avec 15,86 %, puis Jean-Luc Mélenchon avec 10,8 %, puis François Bayrou avec 10,58 %, aucun autre candidat ne dépassant le seuil des 5 %. Au second tour, les électeurs ont voté à 51,78 % pour François Hollande contre 48,22 % pour Nicolas Sarkozy avec un taux d’abstention de 80,03 %.
|                                           | Parti         | Nom                   | Premier tour | Premier tour  | Premier tour | Second tour | Second tour | Second tour |
| Voix                                      | Parti         | Nom                   | %            | %             | Voix         | %           | %           |             |
| Voix                                      | Parti         | Nom                   | Exprimés     | Inscrits      | Voix         | Exprimés    | Inscrits    |             |
| ----------------------------------------- | ------------- | --------------------- | ------------ | ------------- | ------------ | ----------- | ----------- | ----------- |
|                                           | PS-PRG        | François Hollande     | 2 452        | 28,41 %       | 22,12 %      | 4 302       | 51,78 %     | 38,83       |
|                                           | UMP-NC        | Nicolas Sarkozy       | 2 442        | 28,29 %       | 22,3 %       | 4 006       | 48,22 %     | 36,16       |
|                                           | FN            | Marine Le Pen         | 1369         | 15,86 %       | 12,35 %      |             |             |             |
|                                           | FG-PCF        | Jean-Luc Mélenchon    | 932          | 10,8 %        | 8,41 %       |             |             |             |
|                                           | MoDem         | François Bayrou       | 913          | 10,58 %       | 8,24 %       |             |             |             |
|                                           | DLR           | Nicolas Dupont-Aignan | 172          | 1,99 %        | 1,55 %       |             |             |             |
|                                           | EELV          | Eva Joly              | 159          | 1,84 %        | 1,44 %       |             |             |             |
|                                           | NPA           | Philippe Poutou       | 111          | 1,29 %        | 1,0 %        |             |             |             |
|                                           | LO            | Nathalie Arthaud      | 64           | 0,74 %        | 0,58 %       |             |             |             |
|                                           | SP            | Jacques Cheminade     | 17           | 0,2 %         | 0,15 %       |             |             |             |
|                                           |               | Total exprimés        | 8 631        | -             | 77,91 %      | 8 308       | -           | 75 %        |
| Total votants : exprimés + blancs ou nuls | 8 818 (187)   | -                     | 79,6 %       | 8 866 (558)   | -            | 80,03 %     |             |             |
| Total inscrits : votants + abstentions    | 11 078 (2260) | -                     | 100 %        | 11 078 (2212) | -            | 100 %       |             |             |

### 2007
Le premier tour de l'élection présidentielle de 2007 a été marqué par une participation exceptionnelle avec un score de 83,97 % des inscrits. Ce taux est comparable à celui du premier tour de l'élection présidentielle de 1965 qui était de 84,7 % et celle de 1974 qui était de 84,2 %. Nicolas Sarkozy (31,18 %) et Ségolène Royal (25,87 %) arrivent en tête pour le premier tour de l'élection devant François Bayrou (18,57 %) et Jean-Marie Le Pen (10,44 %). Au second tour, Nicolas Sarkozy est élu Président de la République française, avec 53,06 % des suffrages, contre Ségolène Royal avec 46,94 %. 
À Vendôme Nicolas Sarkozy est arrivé en tête au premier tour avec 27,31 %, suivi de Ségolène Royal avec 24,56 %, François Bayrou avec 22,53 % et enfin Jean-Marie Le Pen avec 10,23 %, aucun autre candidat ne dépassant le seuil des 5 %. Au second tour, les électeurs ont voté à 51,67 % pour Nicolas Sarkozy contre 48,33 % pour Ségolène Royal avec un taux d’abstention de 16,2 %.
|                                           | Parti          | Nom                  | Premier tour | Premier tour  | Premier tour | Second tour | Second tour | Second tour |
| Voix                                      | Parti          | Nom                  | %            | %             | Voix         | %           | %           |             |
| Voix                                      | Parti          | Nom                  | Exprimés     | Inscrits      | Voix         | Exprimés    | Inscrits    |             |
| ----------------------------------------- | -------------- | -------------------- | ------------ | ------------- | ------------ | ----------- | ----------- | ----------- |
|                                           | UMP            | Nicolas Sarkozy      | 2 532        | 27,31 %       | 22,44 %      | 4 644       | 51,67 %     | 41,13       |
|                                           | PS             | Ségolène Royal       | 2 277        | 24,56 %       | 19,46 %      | 4 343       | 48,33 %     | 38,47       |
|                                           | MoDem          | François Bayrou      | 2089         | 22,53 %       | 17,85 %      |             |             |             |
|                                           | FN             | Jean-Marie Le Pen    | 948          | 10,23 %       | 8,9 %        |             |             |             |
|                                           | LCR            | Olivier Besancenot   | 448          | 4,83 %        | 3,83 %       |             |             |             |
|                                           | MPF            | Philippe de Villiers | 317          | 3,42 %        | 2,71 %       |             |             |             |
|                                           | PCF            | Marie-George Buffet  | 187          | 2,02 %        | 1,60 %       |             |             |             |
|                                           | Verts          | Dominique Voynet     | 168          | 1,81 %        | 1,44 %       |             |             |             |
|                                           | LO             | Arlette Laguiller    | 131          | 1,41 %        | 1,12 %       |             |             |             |
|                                           | Sans étiquette | José Bové            | 100          | 1,08 %        | 0,85 %       |             |             |             |
|                                           | CPNT           | Frédéric Nihous      | 46           | 0,5 %         | 0,39 %       |             |             |             |
|                                           | PT             | Gérard Schivardi     | 28           | 0,3 %         | 0,24 %       |             |             |             |
|                                           |                | Total exprimés       | 9 271        | -             | 82,22 %      | 8 987       | -           | 79,6 %      |
| Total votants : exprimés + blancs ou nuls | 9 433 (162)    | -                    | 83,66 %      | 9 461 (474)   | -            | 83,8 %      |             |             |
| Total inscrits : votants + abstentions    | 11 276 (1843)  | -                    | 100 %        | 11 290 (1829) | -            | 100 %       |             |             |

### 2002
Le 21 avril 2002 est inédit dans la vie politique française, puisqu'un représentant d'un parti classé à l'extrême droite de l'échiquier politique a réussi à se qualifier pour le second tour d'une élection présidentielle. Jacques Chirac est réélu président de la république avec le plus fort score depuis la création de la Cinquième République : 82,21 % ; Jean-Marie Le Pen obtient 17,79 % des suffrages exprimés.
 À Vendôme, Jacques Chirac arrive en tête au premier tour avec 19,99 %, suivi de Lionel Jospin avec 16,99 % et enfin de Jean-Marie Le Pen avec 15,7 %. Viennent ensuite François Bayrou avec 9,19 %, puis Arlette Laguiller avec 6,32 % et Jean-Pierre Chevènement avec 5,78 %, aucun autre candidat ne dépassant le seuil des 5 %. Au second tour, les électeurs ont voté à 84,7 % pour Jacques Chirac contre 15,3 % pour Jean-Marie Le Pen avec un taux d’abstention de 21,19 %, résultat supérieur aux tendances nationales.
|                                           | Parti         | Nom                     | Premier tour | Premier tour  | Premier tour | Second tour | Second tour | Second tour |
| Voix                                      | Parti         | Nom                     | %            | %             | Voix         | %           | %           |             |
| Voix                                      | Parti         | Nom                     | Exprimés     | Inscrits      | Voix         | Exprimés    | Inscrits    |             |
| ----------------------------------------- | ------------- | ----------------------- | ------------ | ------------- | ------------ | ----------- | ----------- | ----------- |
|                                           | UMP           | Jacques Chirac          | 1 619        | 19,99 %       | 13,84 %      | 7 380       | 84,7 %      | 63,14       |
|                                           | PS            | Lionel Jospin           | 1 376        | 16,99 %       | 11,76 %      |             |             |             |
|                                           | FN            | Jean-Marie Le Pen       | 1272         | 15,7 %        | 10,86 %      | 1 333       | 15,3 %      | 11,4        |
|                                           | MoDem         | François Bayrou         | 744          | 9,19 %        | 6,36 %       |             |             |             |
|                                           | LO            | Arlette Laguiller       | 512          | 6,32 %        | 4,38 %       |             |             |             |
|                                           | MRC           | Jean-Pierre Chevènement | 468          | 5,78 %        | 4,0 %        |             |             |             |
|                                           | Verts         | Noël Mamère             | 397          | 4,9 %         | 3,39 %       |             |             |             |
|                                           | DL            | Alain Madelin           | 334          | 4,12 %        | 2,85 %       |             |             |             |
|                                           | LCR           | Olivier Besancenot      | 321          | 3,96 %        | 2,74 %       |             |             |             |
|                                           | PCF           | Robert Hue              | 289          | 3,57 %        | 2,47 %       |             |             |             |
|                                           | MNR           | Bruno Mégret            | 195          | 2,41 %        | 1,67 %       |             |             |             |
|                                           | CPNT          | Jean Saint-Josse        | 189          | 2,33 %        | 1,62 %       |             |             |             |
|                                           | Cap21         | Corinne Lepage          | 130          | 1,6 %         | 1,11 %       |             |             |             |
|                                           | PRG           | Christiane Taubira      | 128          | 1,58 %        | 1,9 %        |             |             |             |
|                                           | FRS           | Christine Boutin        | 81           | 1 %           | 0,69 %       |             |             |             |
|                                           | PT            | Daniel Gluckstein       | 45           | 0,56 %        | 0,38 %       |             |             |             |
|                                           |               | Total exprimés          | 8 100        | -             | 69,24 %      | 8 713       | -           | 74,55 %     |
| Total votants : exprimés + blancs ou nuls | 8 442 (342)   | -                       | 72,16 %      | 9 211 (498)   | -            | 78,81 %     |             |             |
| Total inscrits : votants + abstentions    | 11 699 (3257) | -                       | 100 %        | 11 688 (2477) | -            | 100 %       |             |             |

## Référendums
Le référendum sur le quinquennat présidentiel, visant à réduire la durée du mandat présidentiel de sept à cinq ans, a lieu le 24 septembre 2000. La question posée est : « Approuvez-vous le projet de loi constitutionnelle fixant la durée du mandat du président de la République à cinq ans ? » Les électeurs votent « oui » à une large majorité (73,21 % des suffrages exprimés), dans un contexte de forte abstention (69,81 %). Localement, les votes sont respectivement de 71,45 % pour le "oui" et de 28,55 % pour le "non".
Le référendum français sur le traité établissant une Constitution pour l'Europe a eu lieu le 29 mai 2005. À la question « Approuvez-vous le projet de loi qui autorise la ratification du traité établissant une Constitution pour l'Europe ? », le « non » recueille 54,68 % des suffrages exprimés. Ce troisième référendum français sur un traité européen (après ceux de 1972 et 1992) est le premier à être rejeté. Localement les électeurs de la commune votent à 44,89 % pour le "oui" et à 55,11 % pour le "non".
| Référendums. | Référendums.      | Référendums.      | Référendums.      | Référendums.      | Référendums.      | Référendums.      | Référendums.  |
| Année        | Oui (national)    | Oui (national)    | Oui (national)    | Non (national)    | Non (national)    | Non (national)    | Participation |
| ------------ | ----------------- | ----------------- | ----------------- | ----------------- | ----------------- | ----------------- | ------------- |
| 2000         | 71,45 % (73,21 %) | 71,45 % (73,21 %) | 71,45 % (73,21 %) | 28,55 % (26,79 %) | 28,55 % (26,79 %) | 28,55 % (26,79 %) | 31,87 %       |
| 2005         | 44,89 % (45,33 %) | 44,89 % (45,33 %) | 44,89 % (45,33 %) | 55,11 % (54,67 %) | 55,11 % (54,67 %) | 55,11 % (54,67 %) | 68,83 %       |